# گوهاریک قازاروسیان
گوهاریک قازاروسیان (ارمنی: Գոհարիկ Ղազարոսյան؛ انگلیسی: Goharik Gazarossian (Łazarosian); ۲۱ دسامبر ۱۹۰۷ – ۲۹ اکتبر ۱۹۶۷) یک آهنگساز و نوازنده پیانو ارمنی بود.
در سال ۱۹۲۷ وارد کنسرواتوری پاریس شد و به همراه پل دوکا و لازار لوی آموزش موسیقی دید.